# 安娜·麗塔·德皮亞諾
安娜·麗塔·德·皮亞諾（義大利語：Anna Rita Del Piano，1966年7月26日—），是一名意大利的戏剧和电影演员。

## 生平
德皮亞諾生於普利亞的卡薩諾德萊穆爾傑並在那裡度過童年。後隨家搬到馬泰拉，開始學習芭蕾舞，14歲後活躍於劇場。此後她把時間分配在舞蹈、戲劇和音樂之間。1984年她在巴里的Niccolò Piccinni指導下修業完畢，成為一名舞者。她也在烏爾比諾大學獲得榮譽學位並進入馬泰拉的音樂學院就讀。